# ヴェロニカ・エーベルレ
ヴェロニカ・エーベルレ (Veronika Eberle、1988年12月26日 - ) は、ドイツのヴァイオリニスト。

## 来歴
ドイツ南部のドナウヴェルト生まれ。6歳からヴァイオリンを始め、10歳でミュンヘンのリヒャルト・シュトラウス音楽院ジュニアクラスに入学しオルガ・ヴォイトヴァに師事。その後クリストフ・ポッペンのプライベート・レッスンを経て、2001年からミュンヘン音楽大学で名教師アナ・チュマチェンコに師事する。同時にギムナジウムでも学び、2008年にアビトゥーアを取得している。
10歳でミュンヘン交響楽団と共演してデビュー。2006年には17歳にしてサイモン・ラトル指揮のベルリン・フィルハーモニー管弦楽団とベートーヴェンのヴァイオリン協奏曲を共演し、国際的に注目されるようになる。その後も、突出したコンクール歴がないにもかかわらずニューヨーク・フィルハーモニック、ロサンジェルス・フィルハーモニック、ロイヤル・コンセルトヘボウ管弦楽団、hr交響楽団、北ドイツ放送交響楽団、バンベルク交響楽団、ロッテルダム・フィルハーモニー管弦楽団、チェコ・フィルハーモニー管弦楽団といった一流オーケストラと共演している。また2008/09年シーズンにはカーネギー・ホールでリサイタルを行っている。
2008年11月に初来日し、イルジー・コウト指揮のNHK交響楽団とドヴォルザークのヴァイオリン協奏曲を共演して日本デビュー。NHK交響楽団とはその後も2010年11月(マルクス・シュテンツ指揮)、2011年8月(梅田俊明指揮)、2012年4月(ロジャー・ノリントン指揮)と共演を重ねている。また2013年7月にはPMFオーケストラ(アレクサンドル・ヴェデルニコフ指揮)と、2015年3月にオーケストラの日祝祭管弦楽団（円光寺雅彦指揮）と、同年7月に読売日本交響楽団（ジェレミー・ローレル指揮）と、2017年11月に東京都交響楽団（ハンヌ・リントゥ指揮）と、2019年2月に名古屋フィルハーモニー交響楽団（アントニ・ヴィト指揮）と、同年3月に東京交響楽団（クシシュトフ・ウルバンスキ指揮）及び関西フィルハーモニー管弦楽団（飯守泰次郎指揮）と、同年9月に再び東京都交響楽団（大野和士指揮）及び札幌交響楽団（ハインツ・ホリガー指揮）と共演している。この他、2012年3-4月にはマルティン・ヘルムヒェン(ピアノ)と石坂団十郎(チェロ)とのピアノ・トリオでの日本ツアーや、2019年3月と9月にソロリサイタルも行った。

## 使用楽器
ラインホルト・ヴュルツ音楽財団から貸与されている1693年製ストラディヴァリウス「リース」
以前は日本音楽財団から1700年製ストラディヴァリウス「 ドラゴネッティ」を貸与されていた。

## ディスコグラフィ
・ドヴォルザーク：ヴァイオリン協奏曲（日本音楽財団、NMFC-20191/2、非売品）-アントニ・ヴィト指揮の名古屋フィルハーモニー交響楽団との共演
・ベートーヴェン：ヴァイオリン協奏曲、ヴァイオリン協奏曲断章（LSO Live、2023年4月18日、LSO5094）- サイモン・ラトル指揮のロンドン交響楽団との共演